# Astragalus lanceolatus
Astragalus lanceolatus är en ärtväxtart som beskrevs av Aleksandr Andrejevitj Bunge. Astragalus lanceolatus ingår i släktet vedlar, och familjen ärtväxter. Inga underarter finns listade i Catalogue of Life.